# Weltklasse Zürich
Weltklasse Zürich je lehkoatletický mezinárodní mítink pořádaný každoročně v září nebo srpnu od roku 1928 na stadionu Letzigrund v Curychu. Od roku 2010 je součástí Diamantové ligy

## Rekordy mítinku

### Muži
| Disciplína                   | Výkon                         | Atlet                  | Rok rekordu |
| ---------------------------- | ----------------------------- | ---------------------- | ----------- |
| Běh na 100 metrů             | 9,76 (+1.4 m/s)               | Yohan Blake            | 2012        |
| Běh na 200 metrů             | 19,52 (−0,6 m/s)              | Noah Lyles             | 2022        |
| Běh na 400 metrů             | 43,29                         | Butch Reynolds         | 1988        |
| Běh na 800 metrů             | 1:41,24                       | Wilson Kipketer        | 1997        |
| Běh na 1500 metrů            | 3:26,45                       | Hišám Al-Karúdž        | 1998        |
| Běh na 5000 metrů            | 12:41,86                      | Haile Gebrselassie     | 1997        |
| Běh na 110 metrů překážek    | 12,92 (−0.1 m/s)              | Roger Kingdom          | 1989        |
| Běh na 400 metrů překážek    | 46,92                         | Karsten Warholm        | 2019        |
| Běh na 3000 metrů překážek   | 7:56,54                       | Sajf Saíd Šáhín        | 2006        |
| Skok do výšky                | 240 cm                        | Charles Austin         | 1991        |
| Skok o tyči                  | 607 cm                        | Armand Duplantis       | 2022        |
| Skok daleký                  | 865 cm (-0,5 m / s) Rekord DL | Juan Miguel Echevarría | 2019        |
| Trojskok                     | 17,80 m (0,1 m / s)           | Christian Taylor       | 2016        |
| Vrh koulí                    | 23,23 m Rekord DL             | Joe Kovacs             | 2022        |
| Hod diskem                   | 71,12 m                       | Virgilijus Alekna      | 2000        |
| Hod oštěpem                  | 92,28 m                       | Raymond Hecht          | 1996        |
| Zdroj na IAFF Diamond League |                               |                        |             |

### Ženy
| Disciplína                   | Výkon              | Atletka                                                   | Rok rekordu |
| ---------------------------- | ------------------ | --------------------------------------------------------- | ----------- |
| Běh na 100 metrů             | 10,65 (+0,6 m/s)   | Elaine Thompsonová-Herahová Shelly-Ann Fraserová-Pryceová | 2021 2022   |
| Běh na 200 metrů             | 21,66 (-1,0 m / s) | Merlene Otteyová                                          | 1990        |
| Běh na 400 metrů             | 48,86              | Jarmila Kratochvílová                                     | 1982        |
| Běh na 800 metrů             | 1:54,01            | Pamela Jelimová                                           | 2008        |
| Běh na 1500 metrů            | 3:52,47            | Taťjana Kazankinová                                       | 1980        |
| Běh na 5000 metrů            | 14:09,52           | Beatrice Chebetová                                        | 2024        |
| Běh na 100 metrů překážek    | 12,29 (−0,3 m/s)   | Tobi Amusanová                                            | 2022        |
| Běh na 400 metrů překážek    | 52,80              | Femke Bolová                                              | 2021        |
| Běh na 3000 metrů překážek   | 8:55,29            | Ruth Jebetová                                             | 2017        |
| Skok do výšky                | 205 cm             | Marija Lasickeneová                                       | 2021        |
| Skok o tyči                  | 506 cm             | Jelena Isinbajevová                                       | 2009        |
| Skok daleký                  | 739 cm (+0.3 m/s)  | Heike Drechslerová                                        | 1985        |
| Trojskok                     | 15,48 m (0,3 m/s)  | Yulimar Rojasová                                          | 2021        |
| Vrh koulí                    | 20,98 m            | Valerie Adamsová                                          | 2013        |
| Hod diskem                   | 70,20 m            | Faina Melniková                                           | 1975        |
| Hod oštěpem                  | 69,57 m Rekord DL  | Christina Obergföllová                                    | 2011        |
| Zdroj na IAFF Diamond League |                    |                                                           |             |

## Ročníky
- Weltklasse Zürich 2010
- Weltklasse Zürich 2011
- Weltklasse Zürich 2012
- Weltklasse Zürich 2013
- Weltklasse Zürich 2014
- Weltklasse Zürich 2015
- Weltklasse Zürich 2016
- Weltklasse Zürich 2017
- Weltklasse Zürich 2018
- Weltklasse Zürich 2019
- Weltklasse Zürich 2020
- Weltklasse Zürich 2021
- Weltklasse Zürich 2022
- Weltklasse Zürich 2023